# جائزة ألمانيا الكبرى 1986
جائزة ألمانيا الكبرى 1986 هو سباق فورمولا 1 أقيم بتاريخ 27 يوليو 1986 في حلبة هوكنهايم، ألمانيا الغربية. كان العاشر من أصل 16 في بطولة العالم لسباقات الفورمولا واحد موسم 1986. حلّ البرازيلي نيلسون بيكيه أولا بينما جاء البرازيلي آيرتون سينا في المركز الثاني وحصل على المركز الثالث البريطاني نايجل مانسيل.